# Euchiloglanis longus
Euchiloglanis longus är en fiskart som beskrevs av Zhou, Li och Thomson 2011. Euchiloglanis longus ingår i släktet Euchiloglanis och familjen Sisoridae. Inga underarter finns listade i Catalogue of Life.